# 床武
床武（とこたけし、1977年9月13日 - ）は、大相撲の床山。本名は西川正治。大阪府大阪市淀川区出身。現在藤島部屋所属（所属部屋履歴は武蔵川部屋→藤島部屋）。現在一等床山を務めている。

## 略歴
- 1995年1月場所 - 床西の名で採用。同場所中に床武に改名。
- 1999年以前 - 五等床山。
- 2001年1月場所 - 四等床山に昇進。
- 2006年1月場所 - 三等床山に昇進。
- 2015年1月場所 - 二等床山に昇進。
- 2025年1月場所 - 一等床山に昇進。